# Polycyathus isabela
Polycyathus isabela är en korallart som beskrevs av Wells 1982. Polycyathus isabela ingår i släktet Polycyathus och familjen Caryophylliidae. IUCN kategoriserar arten globalt som sårbar. Inga underarter finns listade i Catalogue of Life.